# Kelly Taylor
 (juin 2023).
La mise en forme du texte ne suit pas les recommandations de Wikipédia : il faut le « wikifier ».
Les points d'amélioration suivants sont les cas les plus fréquents. Le détail des points à revoir est peut-être précisé sur la page de discussion.
- Les titres sont pré-formatés par le logiciel. Ils ne sont ni en capitales, ni en gras.
- Le texte ne doit pas être écrit en capitales (les noms de famille non plus), ni en gras, ni en italique, ni en « petit »…
- Le gras n'est utilisé que pour surligner le titre de l'article dans l'introduction, une seule fois.
- L'italique est rarement utilisé : mots en langue étrangère, titres d'œuvres, noms de bateaux, etc.
- Les citations ne sont pas en italique mais en corps de texte normal. Elles sont entourées par des guillemets français : « et ».
- Les listes à puces sont à éviter, des paragraphes rédigés étant largement préférés. Les tableaux sont à réserver à la présentation de données structurées (résultats, etc.).
- Les appels de note de bas de page (petits chiffres en exposant, introduits par l'outil «  Source ») sont à placer entre la fin de phrase et le point final[comme ça].
- Les liens internes (vers d'autres articles de Wikipédia) sont à choisir avec parcimonie. Créez des liens vers des articles approfondissant le sujet. Les termes génériques sans rapport avec le sujet sont à éviter, ainsi que les répétitions de liens vers un même terme.
- Les liens externes sont à placer uniquement dans une section « Liens externes », à la fin de l'article. Ces liens sont à choisir avec parcimonie suivant les règles définies. Si un lien sert de source à l'article, son insertion dans le texte est à faire par les notes de bas de page.
- La présentation des références doit suivre les conventions bibliographiques. Il est recommandé d'utiliser les modèles {{Ouvrage}}, {{Chapitre}}, {{Article}}, {{Lien web}} et/ou {{Bibliographie}}. Le mode d'édition visuel peut mettre en forme automatiquement les références.
- Insérer une infobox (cadre d'informations à droite) n'est pas obligatoire pour parachever la mise en page.

Pour une aide détaillée, merci de consulter Aide:Wikification.
Si vous pensez que ces points ont été résolus, vous pouvez retirer ce bandeau et améliorer la mise en forme d'un autre article.
Kelly Marlene Taylor est un personnage de fiction qui apparaît dans la série télévisée Beverly Hills 90210 et dans les deux premières saisons de la série dérivée 90210 Beverly Hills : Nouvelle Génération et interprétée par Jennie Garth.
Kelly est le personnage féminin principal de Beverly Hills, 90210 pendant la majeure partie de la série. Initialement présenté comme une "adolescente gâtée", le rôle a été progressivement élargi par les producteurs. Par la suite, Kelly a joué un rôle déterminant dans le lancement du spin-off Melrose Place, elle a été écrite avec un comportement plus compatissant, a surmonté plusieurs périls et défis personnels et a attiré de nombreux prétendants et triangles romantiques. Apparaissant pendant toute la durée de la série, le personnage est connu pour son développement de l'adolescence à l'âge adulte.
Kelly apparaît dans la majorité des séries qui composent la franchise Beverly Hills, 90210. En plus de son rôle dans le lancement du spin-off Melrose Place, Jennie Garth a été la première interprète de la série originale à être castée dans le troisième spin-off, 90210 Beverly Hills : Nouvelle Génération. Elle est le personnage central de la franchise Beverly Hills, 90210.

## Histoire du personnage

### Début de la série
Tout au long de la série, Kelly est devenue l'un des personnages les plus développés de la série. Lors de son introduction en 1990, elle a été présentée comme un enfant gâté stéréotypé qui accordait une grande valeur à l'apparence chic et à des possessions matériels. Cependant, le personnage deviendrait de plus en plus stratifié au fur et à mesure que la série progresse.
Les raisons du comportement de Kelly ont commencé à se révéler dans l'épisode 7, " Ma mère parfaite ", lorsque Kelly a été forcée de faire face à la toxicomanie et à l'alcoolisme de sa mère. Plusieurs de ses amis, en particulier la famille Walsh et Andrea Zuckerman, ont d'abord compris les difficultés de Kelly dans la vie lorsqu'ils l'ont vue gérer ce problème. Au cours de l'épisode 13, " La soirée pyjama ", Kelly a révélé qu'elle avait été exploitée par un homme pendant sa première année au lycée, ce qui avait conduit à un style de vie et une réputation de promiscuité qui avaient profondément blessé son estime de soi. Les autres ont alors commencé à réaliser que Kelly avait traversé plus de difficultés qu'ils ne le pensaient, et plus tard, elle et Andrea deviendrons des amis proches. Quand Andrea tombe enceinte et envisageait d'avortement dans la saison 4, Kelly était l'une des principales personnes à qui elle a tendu la main.

### Progression
Vers la fin de la deuxième saison, Kelly rencontre un homme nommé Jake Hanson (Grant Show), un motard légèrement plus âgé qu'elle. Alors que Jake a finalement résisté à leur romance, citant l'âge de Kelly, il a admis l'admirer pour son cœur et sa gentillesse. Cette histoire a été utilisée pour lancer la série dérivée Melrose Place. Finalement, Kelly s'est révélée avoir une conscience notable lors d'une aventure estivale avec Dylan McKay, le petit ami de son amie Brenda, étant souvent la voix de la raison lors de leur liaison. Kelly a traversé une période de dépression mineure au cours de sa dernière année au lycée dans la saison 3.
Également à cette époque, la mère de Kelly a eu un bébé, Erin, s'est mariée et a mis en vente la maison d'enfance de Kelly. Ce qui l'a amené à abuser des pilules amaigrissantes et à perdre brièvement le contrôle de sa vie. Il est démontré que l'apparence physique du personnage joue un rôle dans son développement. À divers moments de la série, elle a remporté le titre de Spring Princess lors d'une danse et a été élue la plus belle fille de son école. Kelly est consciente de son attrait, mais pas au point d'en être vaniteuse. Au lieu de cela, elle se montre parfois troublée par cela. À un moment donné, elle est entrée dans une phase dans laquelle elle a senti que personne ne la prenait au sérieux, ce qui a été accentué lorsque Dylan a donné son manuscrit à Andrea. Pendant ce temps, elle a commencé à sentir que les gens ne l'aimaient que parce qu'elle était physiquement attirante.

### L'âge adulte
Kelly a fait face à plusieurs problèmes et obstacles, souvent avec l'aide de ses proches, y compris sa vie familiale parfois difficile, être piégée dans un incendie, être amenée à rejoindre une secte et devenir temporairement accro à la cocaïne. En plus de nombreux autres problèmes, elle a été amnésique, a tiré sur son violeur, est tombée enceinte  et a fait une fausse couche, et elle a appris qu'il lui serait difficile d'avoir des enfants à cause de l'endométriose. En surmontant ces problèmes, elle a pu devenir une meilleure personne et aider les autres.
Les meilleures amies de Kelly sont Donna Martin et Clare Arnold. Valérie Malone, qui a remplacé Brenda, est devenue l'ennemi juré de Kelly, mais juste avant le départ de Valérie, les deux femmes se sont réconciliées.
Les deux relations amoureuses les plus importantes de Kelly étaient avec Brandon et Dylan. Dans la saison 5, elle a dû faire un choix entre les deux, à la suite de la proposition de Brandon et de Dylan avouant ses sentiments pour elle et lui demandant de partir avec lui en voyage autour du monde. Elle a refusé de choisir entre les deux hommes à ce moment-là, déclarant à la place: "Je me choisis", mais déclarant également son amour pour eux deux. Dans la septième saison, cependant, elle a finalement déclaré qu'elle avait choisi Brandon. Elle a failli l'épouser, mais ils ont décidé qu'ils n'étaient pas prêts.

### Melrose Place
Pour le lancement de la série Melrose Place en 1992, Jennie Garth a fait une apparition spéciale dans les 3 premiers épisodes. Au cours des derniers épisodes de Beverly Hills, 90210 saison 2, Grant Show a joué son personnage de Melrose Place Jake, qui a entamé une relation avec Kelly qui a conduit aux premiers épisodes du spin-off. Lors des apparitions de Kelly, sa relation avec Jake était en grande partie intermittente en raison de son malaise avec sa jeunesse. En fin de compte, après des semaines à essayer de rompre avec Kelly, Jake a fait semblant de la tromper, l'incitant à le quitter.

### 90210 Beverly Hills: Nouvelle Génération
En 2008, Kelly Taylor est revenue à Beverly Hills, travaillant maintenant comme conseillère d'orientation à West Beverly Hills High School. Il a été révélé que dans les années qui ont suivi, elle a eu un fils nommé Sammy avec Dylan. Elle et Dylan ont mis fin à leur relation peu de temps après. Il a également été révélé que le directeur de West Beverly, Harry Wilson, était le voisin de Kelly dans son enfance.
La relation de Kelly et sa mère Jackie (Ann Gillespie) est source de tensions dues à la négligence de Jackie envers Erin. Elle est également redevenus amie avec Brenda Walsh. Cependant, leur relation a été brièvement tendue par les sentiments persistants de Kelly et peut-être de Brenda pour leur ancien petit ami Dylan McKay, ainsi que par le fait que Brenda ait couché avec l'ex-petit ami de Kelly, Ryan Matthews, enseignant à West Beverly. À la suite de la découverte par Brenda qu'elle ne pouvait pas avoir d'enfants, elle et Kelly ont de nouveau fait amende honorable.
Le soir de la fête de retour de Donna, Kelly et Ryan se sont revus dans un garage. Une voyante lui a dit qu'elle rencontrerait un homme avec un pack de six. Dans ses mains, Ryan tenait un pack de six bières. Kelly et Ryan se sont ensuite rendus à son appartement, où ils ont été vus pour la dernière fois en train de s'embrasser. En fin de compte, elle et Ryan ont choisi de ne pas poursuivre de relation amoureuse.
Dans la deuxième saison, Kelly a commencé à passer plus de temps avec Harry, au grand dam de sa femme Debbie. Il était sous-entendu que Kelly et Harry avaient commencé des sentiments l'un pour l'autre. En apprenant que Jackie allait mourir d'un cancer, Kelly s'étant éloignée de sa mère et protectrice avec Erin (qui est communément appelée par son nom de famille Silver), Silver a finalement déménagé et est parti vivre avec Jackie. Le lendemain du "demi-anniversaire" de Silver, Jackie a été admise à l'hôpital. Après avoir parlé à Silver, Kelly a trouvé la force de rendre visite à leur mère. Finalement, Kelly et Jackie ont fait amende honorable avant la mort de Jackie. Kelly a plus tard la série. Elle a été mentionnée plusieurs fois, indiquant qu'elle était toujours là pour s'occuper de sa sœur, mais pas à l'écran.

### Beverly Hills: BH90210
Jennie Garth est revenue dans la famille « 90210 » en rejoignant le casting du nouveau reboot « BH90210 ». Elle, comme le reste de la distribution, joue une version fictive d’elle-même.

## Réception
En ce qui concerne la représentation de longue date de Jennie Garth, Nellie Andreeva de The Hollywood Reporter a reconnu le personnage de Kelly comme étant "organique au décor de Beverly Hills ", dans un article de 2009. Le 24 novembre 2008, SOAPnet a diffusé un marathon de Beverly Hills, 90210 intitulé "Kelly's Leftovers", dédié à la vie amoureuse du personnage. Tout en discutant du spin-off de Melrose Place dans une interview en 2009, Grant Show, qui jouait Jake Hanson dans la série originale, a annoncé qu'il serait prêt à revenir, si Jennie Garth revenait. Après avoir été confirmé pour réaliser un épisode de la saison 1 du spin-off, 90210 Beverly Hills : Nouvelle Génération, Jason Priestley a commenté qu'il espérait que Jennie Garth serait parmi les acteurs présents. Sara Foster, qui a joué le rôle de Jen Clark dans le spin-off, a déclaré qu'elle était excitée et nerveuse à l'idée de rencontrer Jennie Garth, qu'elle avait regardé dans la série originale.
Dans son article biographique sur l'actrice, Yahoo! déclare que "jouer la populaire vagabonde devenue gentille Kelly au fil des ans a permis à Jennie Garthde grandir devant la caméra, mais aussi de développer pleinement son personnage et d'améliorer ses qualités d'acteur chaque saison." De plus, Kelly Taylor a été citée par les médias comme source d'inspiration pour le personnage de Naomi Clark (AnnaLynne McCord), introduit dans 90210 Beverly Hills : Nouvelle Génération,. Le 2 septembre 2010, Reuters .com a publié un article sur la série originale, citant un message Twitter dans lequel Jennie Garth a déclaré : « J'adore les acteurs et l'équipe d'origine. Et les nouveaux aussi ».